# Park Narodowy Rago
Park Narodowy Rago (norw. Rago nasjonalpark) – park narodowy położony w regionie Nord-Norge, w Norwegii. Został utworzony 22 stycznia 1971 roku i ma na celu ochronę północnego krajobrazu górskiego. Jego powierzchnia wynosi 171 km². W 2002 roku wraz z gminą Tysfjord został wpisany na listę informacyjną UNESCO.

## Klimat
Park narodowy znajduje się niedaleko Morza Norweskiego. Panuje tutaj klimat umiarkowany chłodny morski, co powoduje, że lato jest chłodne, a zima łagodna.

## Flora
Lasy zajmują obszar o powierzchni ok. 400–450 m². Dominującymi gatunkami drzew są sosny i brzozy. Na terenach niezalesionych najbardziej rozpowszechniony jest fiołek dwukwiatowy.